# Trailer (film)
Trailer (plural: trailrar) är en reklamfilm för en film, ett radio- eller TV-program eller andra verk som har en handling, t.ex. datorspel. En trailer består i regel av sammanklippta intresseväckande sekvenser ur ett originalverk och är avsedd att locka till köp. En filmtrailer är vanligen några minuter lång, till skillnad mot en teaser som är kortare. I utformningen av en filmtrailer ingår ofta pålagd musik, textbudskap eller en berättarröst. Den framlidne Don LaFontaine var en av de mest kända trailerrösterna.
Den första trailern visades i USA 1913. Att ordet trailer, som även kan betyda släpvagn, förekommer i detta sammanhang beror på att den ursprungligen visades i slutet av biofilmer, men eftersom de trogna biobesökarna gick så fort huvudfilmen var slut så började man visa trailern före huvudfilmen.